# Cotoneaster bacillaris
Cotoneaster bacillaris är en rosväxtart som beskrevs av Nathaniel Wallich. Cotoneaster bacillaris ingår i släktet oxbär, och familjen rosväxter. Inga underarter finns listade i Catalogue of Life.